# 瓜達盧佩德卡塔戈區
瓜達盧佩德卡塔戈區（西班牙語：Guadalupe de Cartago），是哥斯達黎加的一個區，位於該國東部卡塔戈省，面積1,324平方公里，海拔高度1,325米，2011年人口14,618，人口密度每平方公里11.04人。